# À double tranchant
Pour les articles homonymes, voir Jagged Edge et Tranchant.
À double tranchant (Jagged Edge) est un film de procès américain réalisé par Richard Marquand, sorti en 1985.

## Synopsis
À San Francisco, l'avocate Teddy Barnes (Glenn Close) se retrouve à défendre Jack Forrester (Jeff Bridges), un magnat de la presse locale accusé d'avoir assassiné sa femme. Si le mobile de l'héritage financier est avéré, les preuves matérielles sont maigres et l'accusé a un solide alibi. Au départ suspicieuse, l'avocate devient au cours du procès peu à peu convaincue de la sincérité et de l'innocence de son client, et finit par tomber sous son charme.

## Fiche technique
- Titre : À double tranchant
- Titre original : Jagged Edge
- Réalisation : Richard Marquand
- Scénario : Joe Eszterhas
- Production : Martin Ransohoff et Don Carmody
- Société de production : Columbia Pictures
- Musique : John Barry
- Photographie : Matthew F. Leonetti
- Pays de production : États-Unis
- Format : Couleurs - 1,85:1 - Dolby
- Genre : Thriller
- Durée : 108 minutes
- Date de sortie : 4 octobre 1985 (Usa) ;  26 février 1986 (France) [1]

## Distribution
- Glenn Close (VF : Élisabeth Wiener) : Teddy Barnes
- Jeff Bridges (VF : Jacques Frantz) : Jack Forrester
- Peter Coyote (VF : Jean Barney) : Thomas Krasny
- Maria Mayenzet : Page Forrester
- Dave Austin et Richard Partlow : Policiers
- Lance Henriksen : Frank Martin
- William Allen Young : Greg Arnold
- Ben Hammer : Docteur Goldman
- James Karen : Andrew Hardesty
- Sanford Jensen : Scott Talbot
- Woody Eney : Austin Lofton
- Al Ruscio : Carl Siegal
- Sharon Hanian : Procureure adjointe
- Sarah Cunningham : Juge
- Ann Walker : Secrétaire de madame Barnes
- Bruce French : Richard Duffin
- Brandon Call : David Barnes
- Christina Hutter : Jenny Barnes
- John Furlong (en) : Majordome
- Karen Wonnell : Fille d'écurie
- Sharon Madden : Éditrice
- Guy Boyd : Matthew Barnes
- Phyllis Applegate : Madame Stiles
- Robert Loggia : Sam Ransom
- Michael Dorn : Dan Hislan
- John Clark : Docteur Holloway
- Louis Giambalvo : Fabrizi
- John Dehner : Juge Carrigan
- David Wiley : Greffier
- Leigh Taylor-Young : Virginia Howell
- Jay Crimp : Assistant de madame Barnes
- Mike Mitchell : Bailiff
- Diane Erickson : Eileen Avery
- Marshall Colt (VF : Patrick Poivey) : Bobby Slade
- Walter Brooke : Duane Bendix
- Karen Austin (VF : Béatrice Delfe) : Julie Jensen
- Bill Gratton : Président du jury
- Joyce Shank : Journaliste télé
- Dean Webber : Présentateur télé
- John X. Heart, Brenda Huggins, Richard Marion, Edwina Moore, Sue Rihr, Suzanne Lodge, Judith Siegfried, Sally Train, Abigail Van Alyn, Terry Wills et Biff Yeager (en) : Journalistes